# ピザハット

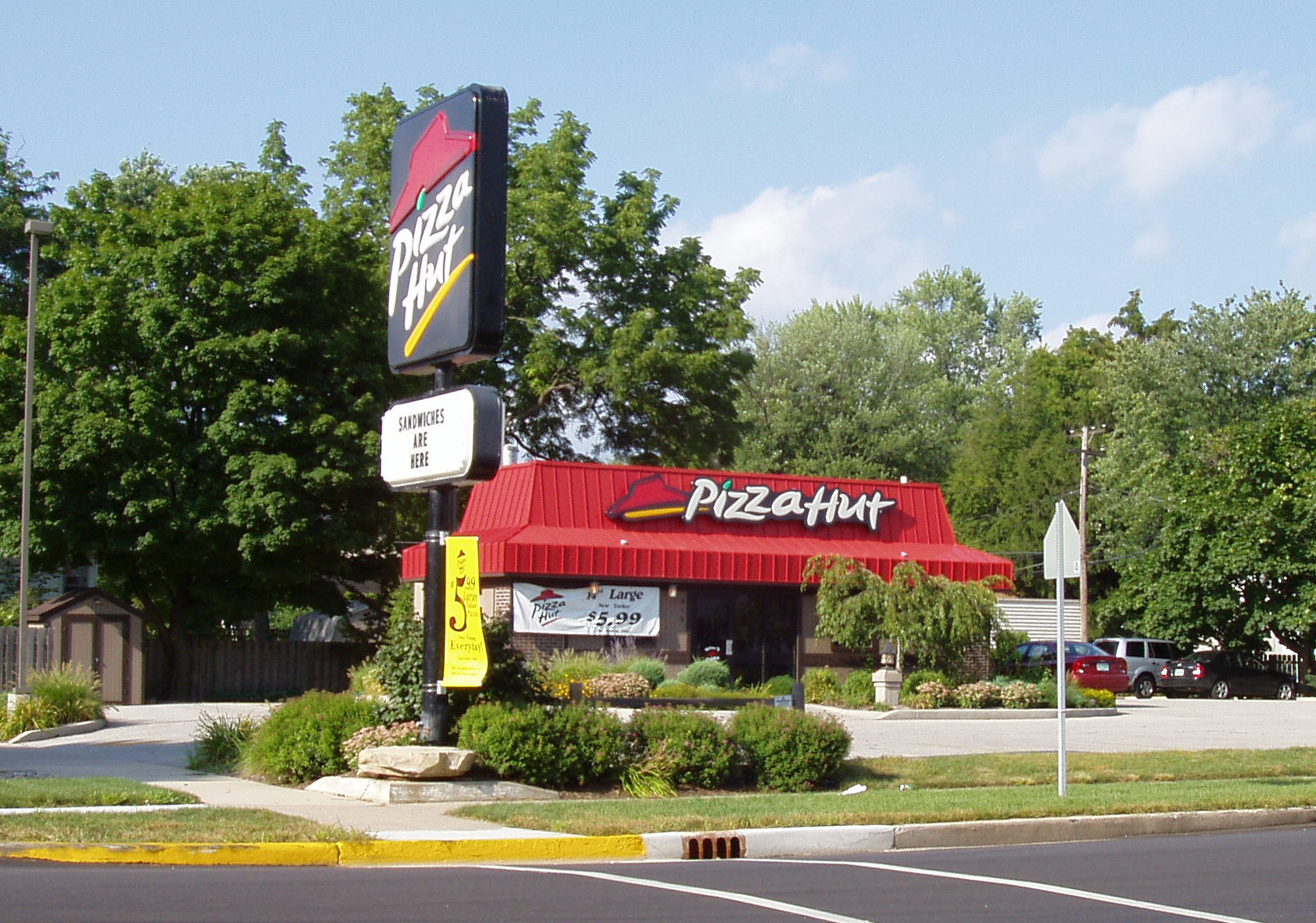
アメリカ、インディアナ州のピザハット

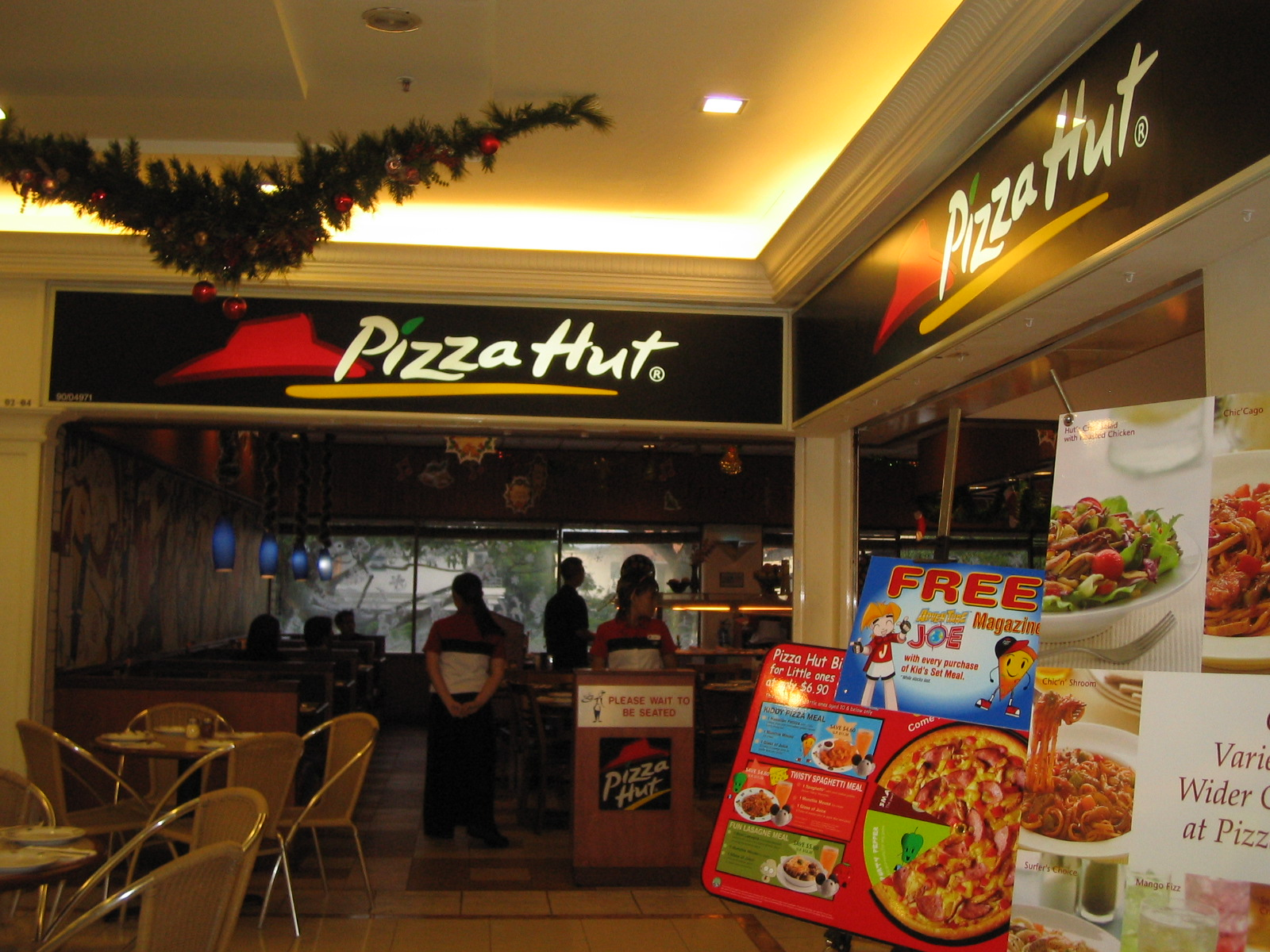
シンガポールのピザハット

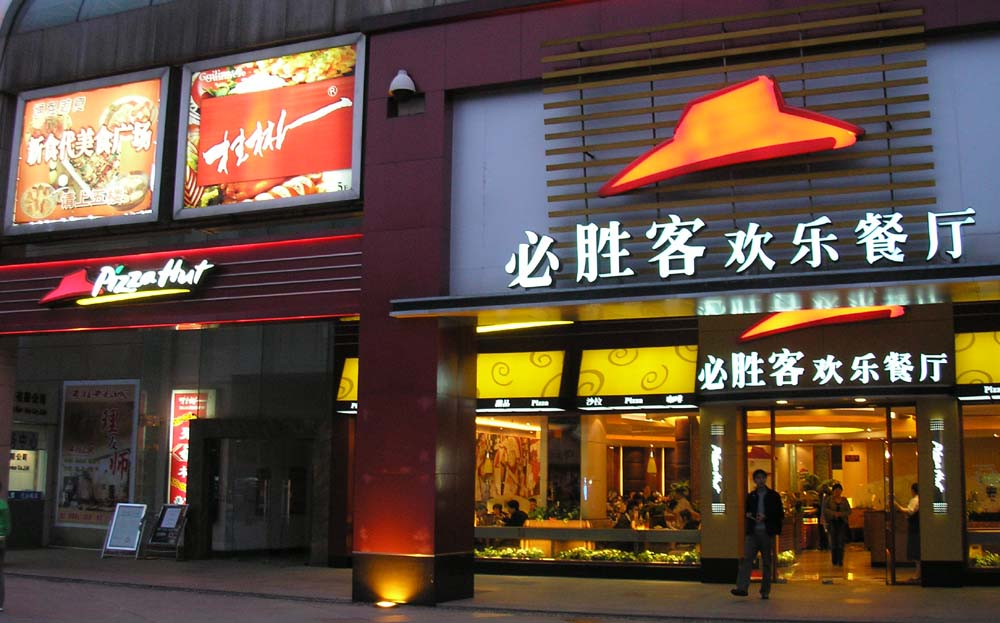
中国のピザハット

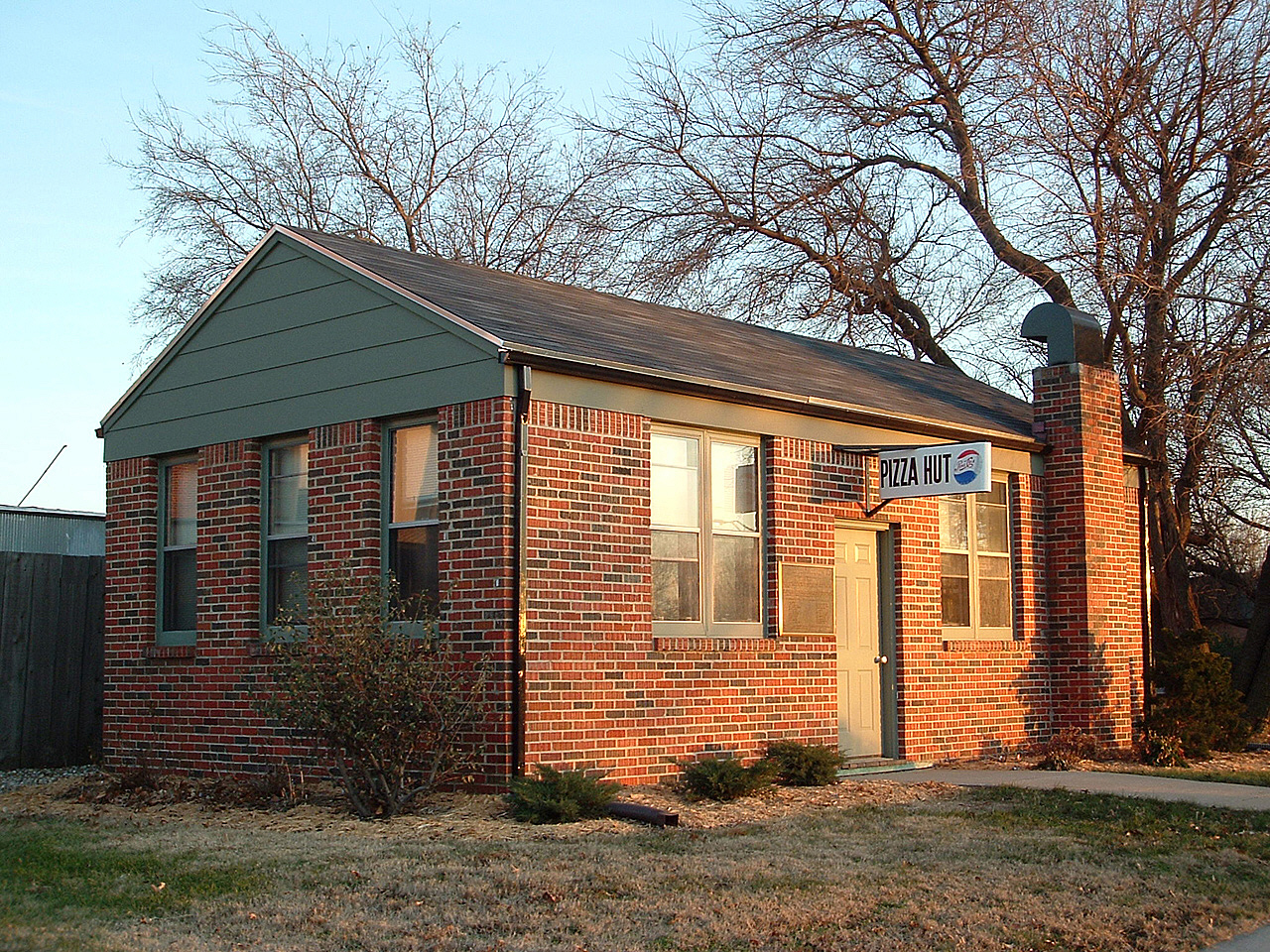
ピザハット1号店（カンザス州ウィチタ）

ピザハット（英: Pizza Hut）は、アメリカのピザやパスタ、バッファローウィングなどを宅配とテイクアウトで販売するファーストフードチェーン。テキサス州プレイノに本社を構える世界最大のピザチェーンで、米国内に7200店舗以上、そのほか世界90の国と地域に5600店舗以上を運営している。

## 概要
親会社のヤム・ブランズが擁する著名なファーストフードチェーンは、ピザハットのほかにケンタッキーフライドチキンやタコベルなどがある。これらのブランドは、地域ごとに同一のフランチャイジーで運営されることが多い。ピザハットの商品とKFCやタコベルの商品を、同一店舗内で提供する複合店も存在する。

### ロゴ・マスコット
赤屋根と小屋 (hut) に「Pizza Hut」と書かれたロゴが使われている。屋根のイラストと社名のロゴタイプの位置関係は掲示の仕方の都合で変化する。
エンブレムは小屋 (hut) の赤い屋根を模している。しばしば「つば付きの帽子 (hat)」と誤解されるが、「屋根」である。かつて、屋根は左右対称で、社名はローマン体をもとにレタリングしていたが、1999年から双方ともフリーハンド風に変更されて黄色い横線が加わった。2017年に再度ロゴが変更され、赤い円の中にフリーハンド風の屋根と文字を描いたロゴとなり、黄色い横線は廃止し、「i」の点も緑色から他の文字と同色に変更となった。

## 沿革
- 1958年（昭和33年）6月15日 - アメリカ合衆国カンザス州ウィチタのウィチタ州立大学（英語版）構内で、カーニー兄弟によって設立[4]。
- 1973年（昭和48年）
  - 6月 - 米国ピザハット、アサヒビール、住友商事の合弁で日本ピザハット設立[5][6]。
  - 10月 - 東京・茗荷谷に1号店開店[5]。
- 1977年（昭和52年） - 米国ピザハットがペプシコに買収される[7]。
- 1979年（昭和54年）3月23日 - 大阪府茨木市に茨城店開店[8]。
- 1981年（昭和56年）8月10日 - 山形県酒田市にFC方式の酒田店開店[9]。
- 1987年（昭和62年）10月 - ペプシコから分離。
- 1988年（昭和63年）合弁を解消し、アサヒビール・ピザ・スタジオと日本ペプシコ・フード・サービスに分離[6]。アサヒは「ピザスタジオ」、ペプシコは「ピザハット」の名称で店舗継承。
- 1992年（平成4年） - 日本ケンタッキー・フライド・チキン株式会社（日本KFC）が米国ピザハットとFC契約[10]。
- 1997年（平成9年） - Tricon Global Restaurants傘下に。
- 2001年（平成13年）5月 - 日本KFC内に「デリバリー事業部」が新設され、営業を開始。
- 2006年（平成18年）6月1日 - 埼玉県戸田市のイオン北戸田SC内に、ケンタッキーフライドチキン商品とピザハット商品を同一店舗内で提供する複合店「2in1」を開店。
- 2009年（平成21年）5月20日 - 食べ放題レストランの1号店「ピザハット・ナチュラル 勝田台店」を千葉県佐倉市に開店[注 1]。
- 2013年（平成25年）8月19日 - 高井戸店（東京都杉並区）のアルバイト従業員が同店で破棄予定の食材を使用した不適切画像をSNSに投稿していたと公表した[11]。
- 2014年（平成26年）
  - 4月1日 - 日本ケンタッキー・フライド・チキン株式会社の持株会社移行に伴い、ピザハット事業をレッドルーフ・ピザ株式会社へ、ピザハットナチュラル事業をレッドルーフ・ナチュラル株式会社へ、それぞれ吸収分割して承継[12]。レッドルーフ・ピザ株式会社は株式会社フェニックスに、レッドルーフ・ナチュラル株式会社はナチュラル・ダイニング株式会社にそれぞれ商号変更[13]。
  - 10月24日 - フードコート業態の「ピザハットExpress」国内1号店が沖縄県うるま市に開店。
- 2016年（平成28年）4月1日 - 株式会社フェニックスが日本ピザハット株式会社に商号変更[14]
- 2017年（平成29年）6月12日 - 日本KFCホールディングス株式会社が日本ピザハット株式をエンデバー・ユナイテッド傘下の特別目的会社に譲渡[15]。
- 2019年（平成31年）4月1日 - 日本ピザハット株式会社が持株会社体制に移行し、日本ピザハット・コーポレーション株式会社に商号変更。会社分割で新設した日本ピザハット株式会社にピザハット事業を、ピザハット・エージェンシー株式会社に広告宣伝事業をそれぞれ承継[16]。
- 2022年（令和4年）8月31日 - ヤマエグループホールディングス株式会社が日本ピザハット・コーポレーション株式会社の全株式を取得し、日本ピザハット・コーポレーション株式会社はヤマエグループホールディングス株式会社の完全子会社となる[17]。

## 日本での展開
1973年に郊外型ピザレストランとして上陸した。1991年10月に宅配ピザ事業を開始。従来型のレストラン業態も長年存続していたが、2015年に閉店した鶴岡店（山形県鶴岡市）を最後に撤退。現在は、日本ピザハット株式会社がピザハットのマスターライセンシーである。
前述の通り、日本語表記で店名が類似する「ピザ・ロイヤルハット」は無関係である。そもそも綴りが異なる（ピザハットのハットは「Hut」でロイヤルハットは「hat」）。

### ピザハット・ナチュラル
時間と量に制限なくピザ、パスタ、サラダ、デザートなどが飲食可能で、ピザとパスタは注文に応じて調理したものが提供された。2016年5月31日に閉店したアリオ川口店が、最後まで営業した店舗となった。本業態を運営した会社はナチュラル・ダイニングを参照。

### 展開
2014年9月時点で直営店151店舗、フランチャイズ店212店舗が展開している。
2023年8月、47都道府県全て全国制覇した。

### マスコット・キャラクター
- 日本国内は独自のマスコットキャラクター「チーズくん」が使用されている。
- 2008年7月から9月中旬まで、携帯サイト限定でピザを擬人化した萌えキャラを描いた四コマ漫画『ピザびより』を連載。

### ポイントプログラム
2011年5月10日からポイントプログラム「Ponta」に参加している。

### タイアップ
2006年からアニメ作品やゲーム作品とタイアップして商品、パッケージ、広告などを露出させ、告知入りピザボックスや専用ピザボックスで配達、オンラインオーダー利用者向けプレゼント、ピザハット会員向けのPC用壁紙や携帯待ち受け画像のプレゼントなどが実施される。
在阪局が製作や幹事局を担当する作品が多い。特に2008年以降に多く、大半はMBSが関与している。
タイアップ例は下記の通り。主要人物はピザハットのピザを好み、劇中で実際に存在しない「チーズくんぬいぐるみ」など多種多彩のチーズくんファミリーのグッズをコレクションしている。劇中に、ピザハットのピザ、宅配バイク、駅構内の看板、電車の車内広告、遊園地内の店舗などが登場している。
| コードギアス 反逆のルルーシュ                                       | 2006年10月5日 - 2007年7月28日  |
| エミル・クロニクル・オンライン                                      | 2006年6月23日 - 7月30日        |
| かいけつゾロリ                                                      | 2006年11月6日 - 2007年1月7日   |
| Yes!プリキュア5                                                     | 2007年7月2日 - 9月2日          |
| DARKER THAN BLACK -黒の契約者-                                      | 2007年7月5日 - 8月15日         |
| ヱヴァンゲリヲン新劇場版:序                                         | 2007年9月6日 - 10月17日        |
| ラグナロクオンライン                                                | 2007年11月5日 - 12月3日        |
| Yes!プリキュア5                                                     | 2007年11月5日 - 2008年1月6日   |
| モンスターハンターポータブル 2nd G                                  | 2008年2月14日 - 3月26日        |
| ONE PIECE                                                           | 2008年3月1日 - 5月11日         |
| コードギアス 反逆のルルーシュR2                                     | 2008年4月6日 - 2008年9月28日   |
| マクロスF                                                           | 2008年5月12日 - 6月18日        |
| Yes!プリキュア5GoGo!                                                | 2008年7月7日 - 9月7日          |
| スカイ・クロラ                                                      | 2008年7月31日 - 9月7日         |
| テイルズ オブ ジ アビス                                             | 2008年9月8日 - 10月13日        |
| かんなぎ                                                            | 2008年10月14日 - 11月9日       |
| 桃太郎電鉄20周年                                                    | 2008年11月10日 - 12月14日      |
| ファイナルファンタジー・クリスタルクロニクル エコーズ・オブ・タイム | 2009年1月9日 - 2月8日          |
| 宇宙をかける少女                                                    | 2009年3月9日 - 4月12日         |
| 鋼の錬金術師 FULLMETAL ALCHEMIST                                    | 2009年4月13日 - 5月10日        |
| 戦国BASARA                                                          | 2009年5月11日 - 6月7日         |
| ヱヴァンゲリヲン新劇場版:破                                         | 2009年6月8日 - 7月5日          |
| 化物語                                                              | 2009年7月6日 - 8月9日          |
| 鉄のラインバレル                                                    | 2009年8月10日 - 9月6日         |
| モンスターハンター3                                                 | 2009年9月7日 - 10月12日        |
| とある科学の超電磁砲                                                | 2009年10月13日 - 11月8日       |
| 劇場版 マクロスF 虚空歌姫 〜イツワリノウタヒメ〜                    | 2009年11月9日 - 12月13日       |
| ファンタシースターポータブル2                                       | 2010年1月7日 - 1月31日         |
| 魔法少女リリカルなのは The MOVIE 1st                                | 2010年2月1日 - 3月7日          |
| Master of Epic                                                      | 2010年2月16日 - 3月23日        |
| ソ・ラ・ノ・ヲ・ト                                                  | 2010年3月8日 - 4月11日         |
| 劇場版 “文学少女”                                                   | 2010年4月12日 - 5月9日         |
| ブレイク ブレイド                                                   | 2010年5月10日 - 6月6日         |
| Angel Beats!                                                        | 2010年6月7日 - 7月4日          |
| 戦国BASARA弐                                                        | 2010年7月5日 - 8月8日          |
| あそびにいくヨ!                                                     | 2010年8月9日 - 9月5日          |
| オオカミさんと七人の仲間たち                                        | 2010年9月6日 - 10月3日         |
| 俺の妹がこんなに可愛いわけがない                                    | 2010年10月4日 - 11月7日        |
| アマガミSS                                                          | 2010年11月8日 - 12月12日       |
| とある魔術の禁書目録II                                              | 2011年1月6日 - 1月30日         |
| 劇場版 マクロスF 恋離飛翼〜サヨナラノツバサ〜                       | 2011年1月31日 - 3月6日         |
| ファンタシースターポータブル2 インフィニティ                        | 2011年3月7日 - 3月28日         |
| DOG DAYS                                                            | 2011年5月30日 - 7月3日         |
| セイクリッドセブン                                                  | 2011年7月25日 - 8月28日        |
| ヱヴァンゲリヲン新劇場版:Q                                          | 2012年10月22日 - 12月16日      |
| ドラえもん 新・のび太の大魔境 〜ペコと5人の探検隊〜                 | 2013年7月22日 - 9月22日        |
| モンスターハンター フロンティアG                                    | 2013年11月25日 - 2014年1月5日  |
| ラブライブ!                                                         | 2014年2月24日 - 3月30日        |
| アイカツ!                                                           | 2014年10月27日 - 2015年1月31日 |

## 世界展開

ピザハットが出店している国

アメリカ軍と契約を結び、世界各地の基地売店（PX）に出店している。出店先は、交戦地帯（例：アフガニスタンのカンダハール国際空港）におよぶこともあり、母国を遠く離れた兵士にソウルフードを提供し続けている。華語圏内は「必勝客」と表記する。